# Bridgend (borough de comté)
Pour les articles homonymes, voir Bridgend (homonymie).
Pen-y-bont ar Ogwr (borough de comté)
Bridgend (appellation anglaise), ou Pen-y-bont ar Ogwr (appellation galloise), est un borough de comté situé dans le sud du pays de Galles. La ville de Bridgend en est le centre administratif.

## Communautés
Bridgend comprend les communautés suivantes :
| Nom anglais       | Nom gallois             | Population (2011) | Remarques                                                                     |
| ----------------- | ----------------------- | ----------------- | ----------------------------------------------------------------------------- |
| Brackla           | Bracla                  | 11 749            | Comprend une partie de Bridgend.                                              |
| Bridgend          | Pen-y-Bont ar Ogwr      | 14 912            | Ne comprend qu'une partie de Bridgend.                                        |
| Cefn Cribwr       | Cefn Cribwr             | 1 481             |                                                                               |
| Coity Higher      | Coety Uchaf             | 6 078             | Comprend Coity (en) et Litchard (en).                                         |
| Cornelly          | Corneli                 | 7 059             | Créée en 2002 par scission de Cynffig (en).                                   |
| Coychurch Higher  | Llangrallo Uchaf        | 888               | Comprend Heol-y-Cyw (en).                                                     |
| Coychurch Lower   | Llangrallo Isaf         | 1 365             | Comprend Coychurch (en), Waterton (en) et une partie de Bridgend.             |
| Garw Valley       | Cwm Garw                | 7 784             | Comprend Blaengarw (en), Pontycymer, Llangeinor (en) et Bettws (en).          |
| Laleston          | Trelales                | 12 586            |                                                                               |
| Llangynwyd Lower  | Llangynwyd Isaf         | 440               | Comprend une partie de Llangynwyd (en).                                       |
| Llangynwyd Middle | Llangynwyd Ganol        | 3 032             | Comprend une partie de Llangynwyd (en) et Cwmfelin (en).                      |
| Maesteg           | Maesteg                 | 17 580            | Ville.                                                                        |
| Merthyr Mawr      | Merthyr Mawr            | 267               | Comprend Tythegston (en).                                                     |
| Newcastle Higher  | Y Castellnewydd ar Ogwr | 4 046             | Comprend Aberkenfig (en) et Pen-y-fai (en).                                   |
| Ogmore Valley     | Cwm Ogwr                | 7 954             | Comprend Nant-y-moel (en), Ogmore Vale (en), Price Town (en) et Wyndham (en). |
| Pencoed           | Pen-coed                | 9 166             | Ville.                                                                        |
| Porthcawl         | Porthcawl               | 16 005            | Ville.                                                                        |
| Pyle              | Y Pîl                   | 7 405             | Créée en 2002 par scission de Cynffig (en). Comprend Kenfig Hill (en).        |
| St Bride's Minor  | Llansanffraid-ar-Ogwr   | 6 014             | Comprend Sarn (en), Bryncethin (en) et Abergarw (en).                         |
| Ynysawdre         | Ynysawdre               | 3 367             | Comprend Brynmenyn (en) et Tondu (en).                                        |